# Stjepan Bobinec
Stjepan Bobinec - Šumski (Alaginci, kraj Požege, 1919. — Dugo Selo, proljeće 1944.) je bio sudionik Narodnooslobodilačke borbe i narodni heroj Jugoslavije.

## Životopis
Rođen je 1919. godine u Alagincima kraj Požege. Pohađao je gimnaziju u Zagrebu, gdje je 1937. godine postao članom Saveza komunističke omladine Jugoslavije. Godine 1940., otišao je na odsluženje vojnog roka, te ga je u vojsci zatekao napad Sila osovine na Jugoslaviju. Bio je zarobljen i otpremljen u Osijek. Međutim, kada su tamošnje ustaške vlasti ustanovile da je po nacionalnosti Hrvat, bio je pušten kući.
U jesen 1941. godine, zaposlio se na željeznici u Zagrebu kao službenik. Tu se ubrzo povezao s lokalnom organizacijom SKOJ-a. Radio je kao veza na prebacivanju ljudi u partizane, te na prikupljanju i slanju vojnog i sanitetskog materijala. Tamo je ostao sve do početka 1943. godine, kada je sa skupinom od desetak mladića i djevojki otišao u Moslavačku udarnu grupu broj 7. Ta je grupa vojno djelovala na području između Dugog Sela i Čazme. Stjepan Bobinec je tada dobio nadimak Šumski. Sudjelovao je u nekoliko uspješnih prepada na konvoje ustaških i njemačkih vojnika i časnika. Jedna od takvih zasjeda dogodila se kod sela Prešec na glavnoj cesti Zagreb-Beograd, kada je pobijeno 20 njemačkih vojnika i zaplijenjeno 25 milijuna kuna.
U proljeće 1944. godine, Bobinec je bio postavljen za zapovjednika Posavskog odreda, a ubrzo zatim i za zapovjednika Druge moslavačke brigade NOVJ. Njegova brigada se ubrzo našla u blizini Dugog Sela, gdje su ih iznenada napale jake njemačke snage, potpomognute ustašama i Čerkezima. U teškoj borbi, Bobinec je dva puta bio ranjen u prsa i u noge. Vidjevši da je onesposobljen, njemački vojnici su krenuli da ga zarobe. Kada su mu se dovoljno približili, Stjepan Bobinec je aktivirao bombu i sa sobom u smrt poveo još nekolicinu neprijateljskih vojnika.
Ukazom predsjednika FNRJ Josipa Broza Tita, 27. studenog 1953. godine, proglašen je za narodnog heroja.